# Islas Estelas
Las islas Estelas (oficialmente y en gallego: Illas Estelas, también conocidas como As Estelas) son un archipiélago español de la provincia de Pontevedra situado frente a la península de Monteferro, en la parroquia de Panjón (Nigrán). 

## Descripción
Está compuesto por dos islas mayores (Estela de Dentro, con 9,6 hectáreas, y Estela de Fuera, con 7 hectáreas) y un grupo de islotes llamados As Serralleiras, además de otros islotes menores y varios peñascos. En total el archipiélago suma 19 hectáreas de superficie. Las dos islas mayores son de apariencia amesetadas, rodeadas de arrecife y cubiertas de vegetación arbórea y arbustiva. Carecen de construcciones y constituyen un importante banco marisquero.
En la parte sur de la Estela de Dentro, existe una cala de 20 metros de largo y unos 10 metros de ancho.